# Pueblo West, Colorado
Pueblo West är en ort (CDP) i Pueblo County, i delstaten Colorado, USA. Enligt United States Census Bureau har orten en folkmängd på 29 637 invånare (2010) och en landarea på 182 km².